# Suzuki RGV Γ 500
La Suzuki RGV Γ 500 è una motocicletta da competizione della Suzuki, con motorizzazione due tempi, che ha partecipato al motomondiale della classe 500, vincendo il titolo piloti per due anni, il 1993 con Kevin Schwantz e il titolo 2000 con Kenny Roberts Jr, ma senza ottenere mai il titolo costruttori.
La moto nel 1996 passa dal motore superquadro 56x50,6 a un motore quadro 54x54 (alesaggio x corsa), che poi nel 2000 diventerà 54x54,5.

## Prodotti derivati
Da questa moto fu preso spunto per la produzione della Suzuki RGV 250, una moto sportiva che riprendeva la linea del modello del motomondiale e parte della sua sportività, in un momento favorevole a queste moto a due tempi.